# رودخانه ملی بوفالو

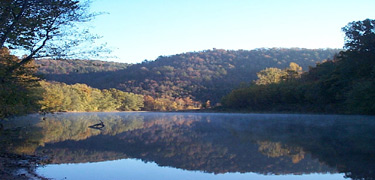

رودخانه ملی بوفالو (به انگلیسی: Buffalo National River) پارکی طبیعی در ایالت آرکانسا در رشته‌کوه اوزارک در ایالات متحده آمریکا است.

## وب‌گاه‌های بیرون
- وب‌گاه رسمی